# Custos do automóvel

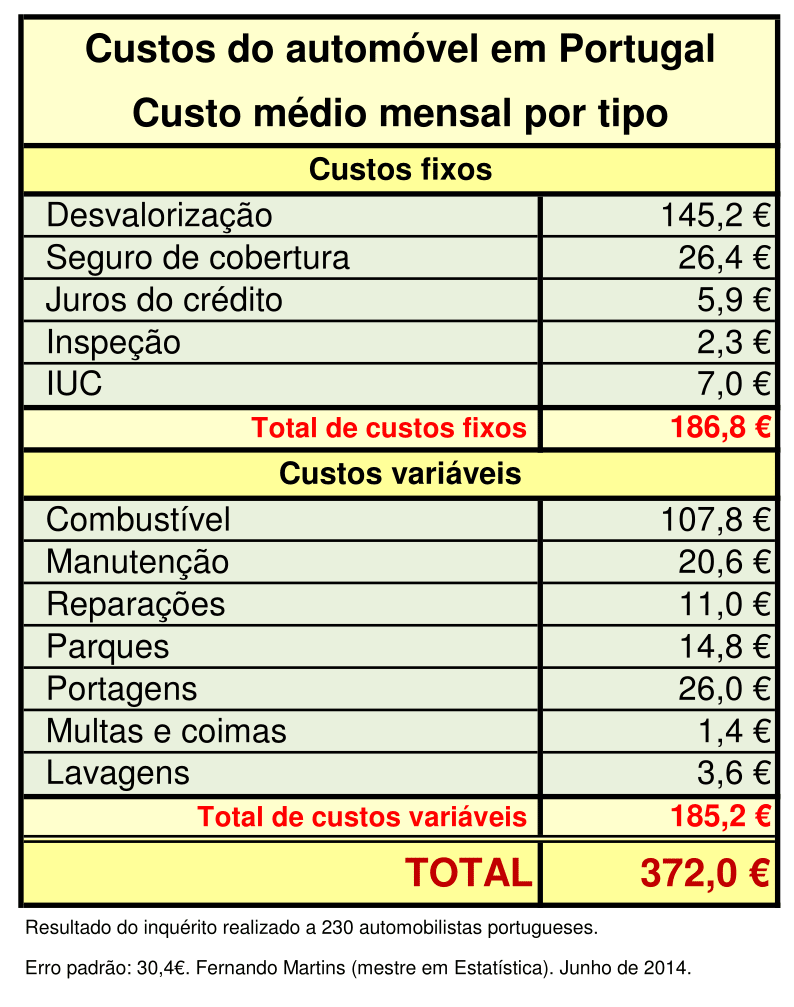
Despesas mensais com o automóvel em Portugal. Média de 370€ por mês.

Os custos internos do automóvel ou os custos particulares do automóvel são todos os custos que os seus proprietários pagam, para poderem usufruir da posse e da utilização de um automóvel. Os custos particulares do automóvel são por conseguinte todos os custos que os automobilistas pagam para poderem deter um automóvel, assim como circular com o mesmo na via pública.
Estes custos estão divididos por custos fixos ou permanentes, e custos variáveis ou de funcionamento. Os custos fixos são aqueles que não dependem da distância percorrida pelo veículo e que o proprietário deve sempre pagar para manter o veículo pronto para a sua utilização na estrada, como seguro ou imposto de circulação automóvel. Os custos variáveis são aqueles que dependem da utilização do veículo, tais como combustível ou portagens.
Comparado com outros modos populares de transporte de passageiros, especialmente autocarros/ônibus ou comboios/trens, o automóvel tem um custo relativamente alto por pessoa-quilómetro percorrido. Os automobilistas no Reino Unido aparentam gastar com o seu carro, em média, cerca de 1/3 dos seus rendimentos líquidos, enquanto em Portugal os automobilistas aparentam gastar com o carro metade do seu rendimento líquido. Esta situação reflete-se na maioria dos países ocidentais. Para o proprietário comum de um automóvel, a desvalorização constitui cerca de metade do custo de funcionamento de um carro. O automobilista comum, por norma, tem uma ideia totalmente distorcida sobre a verdadeira dimensão da desvalorização enquanto custo, ou ignora mesmo por completo o facto de a desvalorização ser, do ponto de vista contabilístico, um custo.

## Custos fixos

### Desvalorização

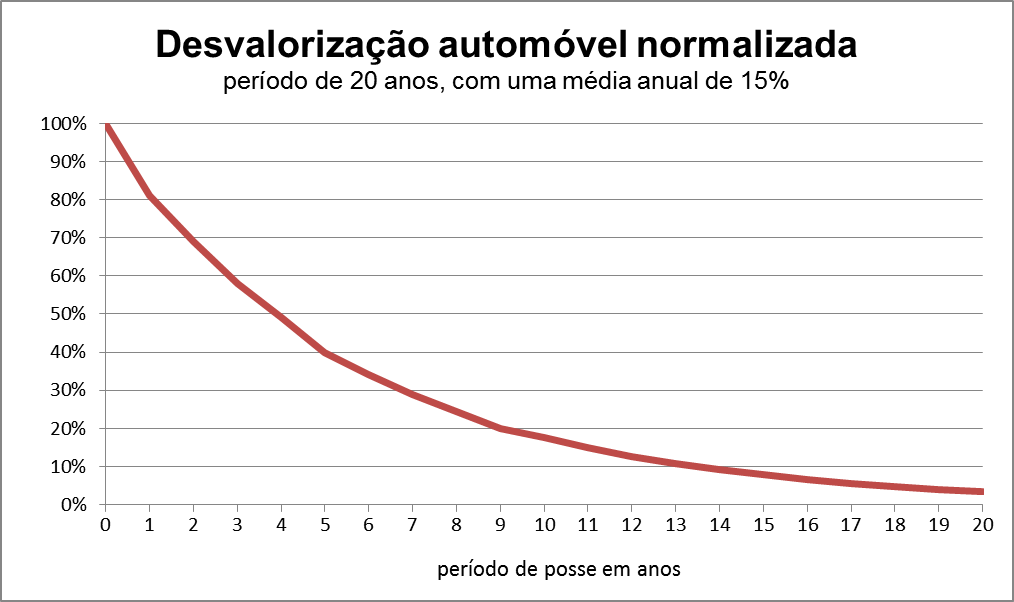
Desvalorização de um veículo ao fim de 20 anos. Uma média de 15% por ano.

A desvalorização ou a depreciação anual de um automóvel é o montante financeiro, que o valor de mercado do automóvel perde a cada ano. Esse valor está relacionado com o preço que o carro tem no mercado, todavia em média, um carro tem uma desvalorização de cerca de 15% a 20% por ano.

### Imposto de circulação
Os impostos de circulação, em Portugal, Imposto Único de Circulação; no Brasil, Imposto sobre a propriedade de veículos automotores, são o valor monetário que os proprietários de automóveis pagam ao Estado ou a certos governos regionais dentro de um país, normalmente de cariz anual, para permitir que o carro possa circular dentro daquela região ou estado. Estes impostos servem tanto para manter as estradas e todas as infraestruturas correspondentes ou para compensar as externalidades causadas pelos veículos motorizados. Estes impostos podem normalmente depender das emissões de CO2, da cilindrada do motor do veículo, do peso do veículo ou como no Brasil de uma percentagem do valor do mesmo.

### Seguro
O seguro automóvel fornece proteção financeira contra danos físicos ou ferimentos resultantes de colisões de tráfego, cobrindo também responsabilidades civis e criminais que daí possam advir. Os preços podem variar largamente, dependendo dos níveis de cobertura e do risco, sendo que o pagamento é normalmente realizado trimestral, semestral ou anualmente. O seguro de responsabilidade civil automóvel em Portugal é legalmente obrigatório. Em termos de coberturas facultativas o leque é variado e poderá abranger: Assistência em Viagem (a mais utilizada), a cobertura de ocupantes, a quebra de vidros e o choque, colisão ou capotamento, vulgarmente conhecido como "contra-todos". A definição do valor do prémio a pagar depende de vários factores: idade do condutor, anos com carta de condução, número de acidentes cuja responsabilidade tenha sido do condutor, cilindrada do veículo, entre outros.

### Inspeção periódica
A inspeção periódica de veículos, em Portugal Inspeção Periódica Obrigatória, no Brasil Inspeção veicular, é um procedimento imposto pelos governos nacionais ou regionais, em que existe uma obrigatoriedade legal para que os veículos cumpram regulamentos de segurança e emissões de poluentes. Normalmente estas inspeções são feitas anualmente e o preço varia consoante o país.

### Crédito
O financiamento de um automóvel através do crédito compreende os diferentes produtos financeiros que permitem que um consumidor possa adquirir um carro sem ser através de um único pagamento fixo. Com a finalidade de avaliar os custos financeiros privados associados ao crédito, devem-se considerar apenas os juros pagos pelo financiamento, pois uma parte do montante que o proprietário paga a cada mês para o crédito, já está incluída nos custos de desvalorização.

### Custo de oportunidade
O custo de oportunidade aplicado à compra de um carro, é a quantidade de dinheiro que o proprietário do carro poderia ter obtido se em vez de o ter comprado, aplicasse o seu valor num outro investimento rentável. Considerando por defeito que o carro tem desvalorização e que esta já é considerada numa determinada parcela de custo, o custo de oportunidade são assim os rendimentos que o proprietário do carro poderia ter obtido com o dinheiro total gasto no carro. Um exemplo padrão desse custo pode ser o rendimento que um depósito bancário providencia, como por exemplo 2% de juro ao ano.

## Custos variáveis

### Combustível

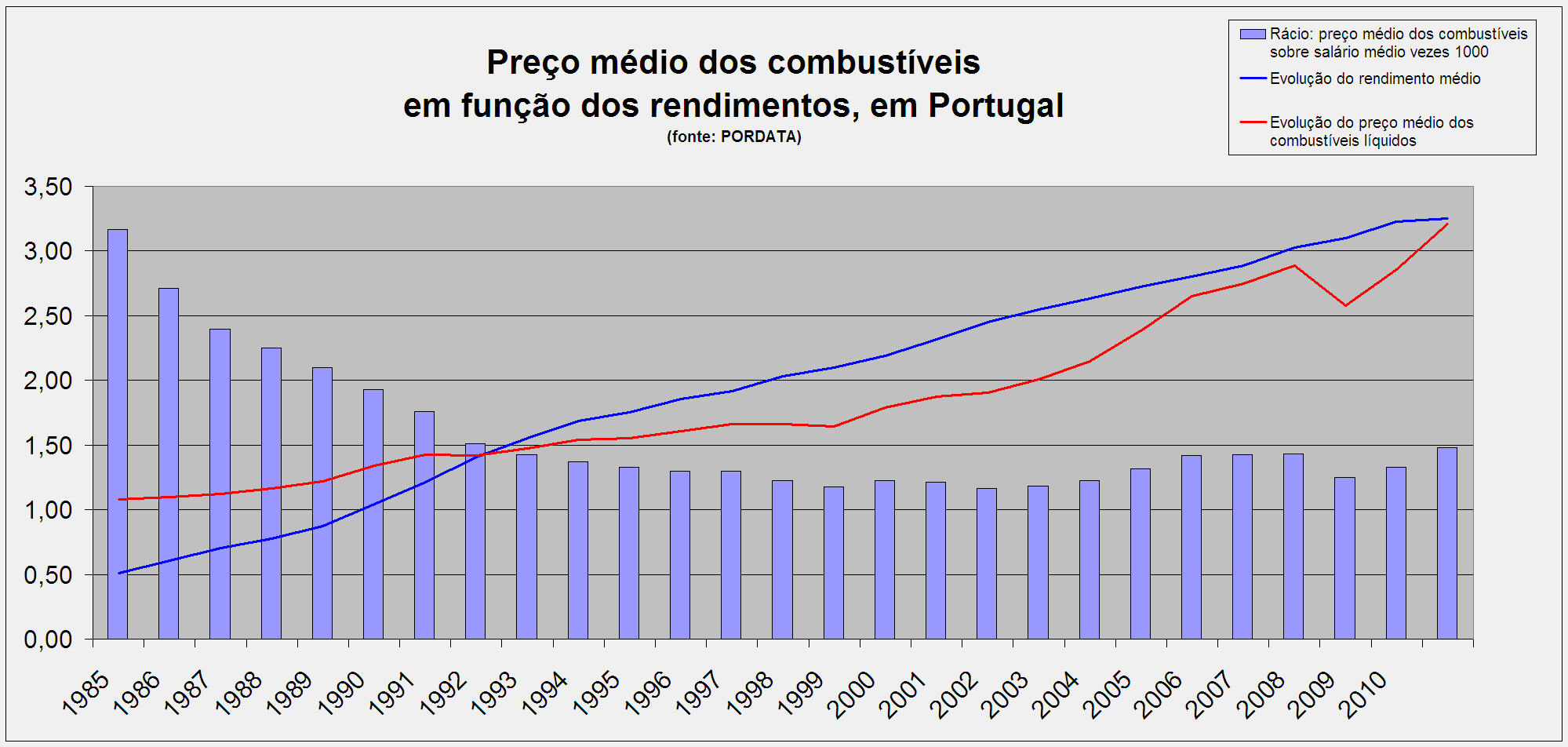
Taxa de esforço financeiro para as famílias, alocado aos combustíveis, em Portugal

Os custos com combustível dependem essencialmente de quatro fatores: da distância percorrida pelo veículo, do preço pago pelo combustível, da eficiência energética do carro e do tipo de condução (desportiva, económica, etc.). Nos países ocidentais, este custo é normalmente o segundo maior após a desvalorização.

### Manutenção
A manutenção preventiva, também denominada em Portugal por revisões, tem por objetivo prevenir o mau desempenho do veículo, evitando também falhas e avarias. Este custo pode ser muito irregular e de alguma forma imprevisível, mas tende a aumentar com a idade do automóvel. Neste item estão incluídas as peças do carro que precisam de ser substituídas depois de um certo período de tempo ou com um determinado número de quilómetros percorridos, como por exemplo pneus ou filtros. Para um desempenho seguro do veículo, pneus não devem apresentar nenhum defeito, além de manter a calibração indicada pelo fabricante e ter a profundidade correta dos sulcos. outros fatores importantes são o alinhamento de direção e o balanceamento das rodas, conforme padrão original de cada modelo, assim se evita o desgaste irregular dos pneus.

### Reparações e melhorias
Os custos de reparações são completamente imprevisíveis uma vez que dependem do número e da gravidade de acidentes ou colisões. Estes custos também se referem a substituições de peças devido a mau funcionamento. Nestes custos, incluem-se ainda as peças compradas para melhorar o desempenho ou a estética do veículo.

### Estacionamento
Os custos de estacionamento incluem todo o dinheiro que o usuário do automóvel precisa de pagar para estacionar seu carro. Tal aplica-se apenas em estacionamento pago, como por exemplo em edifícios de escritórios, edifícios públicos, centros comerciais ou na baixa da cidade, mas também no espaço público (normalmente na parte central de uma cidade), através de parquímetros. Estes custos podem ser relativamente previsíveis se o usuário tiver por exemplo um contrato mensal com alguma empresa de estacionamento, ou se alugar um espaço de estacionamento privado.

### Portagens/Pedágios
Uma via com portagem ou pedágio, é uma via pública ou privada para a qual uma taxa é exigida por passagem. Normalmente situam-se em autoestradas, pontes ou túneis mas também se encontram no acesso a cidades como Londres ou Estocolmo, de forma a se poder aceder ao centro da cidade. Este custo pode ser previsível se o automobilista passar a referida via num certo estimado número de vezes por intervalo de tempo.

### Multas
Uma multa de trânsito é uma notificação emitida por um agente da lei para um automobilista, por este ter infringido as leis de trânsito. Estas multas implicam quase sempre o pagamento de uma certa quantia monetária. Este custo pode ser completamente imprevisível, mas uma forma de o usuário o avaliar é calcular por ano o dinheiro total gasto neste tipo de situações.

### Lavagens
O custo de lavagem de um carro varia de acordo com a frequência com que os usuários lavam o seu carro, e com o preço de cada lavagem, que normalmente depende do tipo de serviço. Neste custo inclui-se também a limpeza interior do habitáculo do automóvel.